# Allium goulimyi
Allium goulimyi är en amaryllisväxtart som beskrevs av Dimitrios B. Tzanoudakis. Allium goulimyi ingår i släktet lökar, och familjen amaryllisväxter.
Artens utbredningsområde är Grekland. Inga underarter finns listade i Catalogue of Life.